# Пушина, Виктория Александровна
Виктория Александровна Пушина (род. 9 марта 2000 года, Омск) — российская волейболистка, центральная блокирующая.

## Биография
Родилась 9 марта 2000 года в Омске в семье медицинских работников. Начала заниматься волейболом в 8 лет, тренировалась на базе Центра спортивной подготовки «Омички». В 2015 году Виктория переехала в Череповец, где базировалась юниорская сборная России.
С 2015 по 2021 год выступала в команде «Северянка».
В 2021 году перешла в клуб «Протон». Дебютировала в Суперлиге 3 октября 2021 года в матче против «Липецка». В 2023 году в составе «Протона» стала бронзовым призёром чемпионата России.
В 2017—2019 годах выступала за молодёжную сборную России.

## Достижения

### Со сборной
- Чемпионка Европы среди девушек (2017)
- Бронзовый призёр Европейского юношеского Олимпийского фестиваля (2017)
- Бронзовый призёр чемпионата мира среди девушек (2017)
- Серебряный призер чемпионата Европы среди молодёжных команд (2018)
- Бронзовый призёр чемпионата мира среди молодёжных команд (2019)

### С клубами
- Бронзовый призёр чемпионата России 2023
- победитель розыгрыша Кубка России 2023
- Обладатель Суперкубка России 2023.
- Двукратная чемпионка Высшей лиги «А» (2018, 2021)
- Серебряный призёр Высшей лиги «А» (2019)
- Чемпионка Высшей лиги «Б» (2018)